# Евремович, Мики
Миодраг «Ми́ки» Евре́мович (сербохорв. Miki Jevremović; 27 марта 1941, Белград — 13 января 2017, там же) — сербский, ранее югославский поп-певец, композитор и автор песен, проживавший в Белграде. Был популярен в 1960-х и 1970-х годах.

## Биография
Начал карьеру с выступления в 1970-х годах на фестивале в Сплите и принимал участие в фестивалях того времени: «Ваш хит сезона» (Сараево), «Белградская весна», «Загребский фестиваль», «Опатитский фестиваль». Известен в бывшем СССР исполнением песни «Смуглянка» дуэтом с Софией Ротару в 1975 году. В 1990-х годах участвовал в летнем фестивале в Черногории.
Сотрудничал со многими композиторами в стране и за рубежом (Борис Бизетич, Микис Теодоракис и др.).
Начало карьеры ознаменовали песни: «Мама», «Пијем» и «Осамнаест жутих ружа». Позднее хитами были: «Ако једном видиш Марију», «С ким си сада кад је тужно време» и «Песникова гитара». Последние хиты: «Гркиња», «Лихнида» и «Нека точе старо вино». Выступал также как композитор-песенник, одновременно сочинял и стихи к некоторым своим песням.
В семидесятые годы наравне с Джордже Марьяновичем, Радмилой Караклаич, ансамблем Саши Суботы был очень популярен в СССР. Исполнял песни советских композиторов (Э. Колмановского, Н. Богословского и др.)
Его дочь, Елена Евремович (род. 1981), также известная певица. Внуки — Лазарь и Тадия.

## Болезнь и смерть
29 декабря 2016 года перенес инсульт и последующие две недели был в коме. Ушел из жизни 13 января 2017 года. Похоронен на Аллее почётных граждан Нового кладбища Белграда.

## Шахматы
Помимо музыки, он очень любил шахматы и участвовал в нескольких турнирах в стране и за рубежом. Его крупным успехом была сыгранная вничью партия с чемпионом мира Анатолием Карповым..

## Наиболее известные песни
- «Московская серенада» (Э.Колмановский — И. Шаферан/Л.Дербенев)
- «Последний бой» (музыка и слова М.Ножкина)
- «Бай, бай» (Г.Зампетас — М.Евремович)
- «Вчера её встретил» (Г.Зампетас — М.Евремович)
- «Я твой» (Г.Зампетас — М.Евремович)
- «Коме треба твоја туга» (музыка и слова М.Евремовича)
- «Мама»
- «Пијем» (М.Евремович — З. Скерл)
- «Осамнаест жутих ружа»
- «Ако једном видиш Марију»
- «С ким си сада кад је тужно време»
- «Песникова гитара»
- «Гркиња»
- «Лихнида»
- «Нека точе старо вино»
- «Црни кофер и гитара»
- «Нарциси плачу љубави»
- «Црвено вино»
- «Шта да му кажем»
- «Губим те»
- «Кад бих знао да је сама»
- «Мој мали бели пас и ја»
- «Волим те више од музике»
- «Сама»
- «Музика нек свира само за њу»

## Наиболее известные синглы
- Танго без наде- Малена, малена — Један мали пољубац — Јачи од љубави
- Ја те волим Марија — Био сам млад
- Тата врати се — Збогом Калифорнијо — Живот овај — Свима којих се тиче
- Умрећу без тебе — Некад кад смо сами
- Нека точе старо вино — У загрљај ти журим
- С ким си сада кад је тужно врме — Више те заувијек нема
- Волим те више од музике — Како ћеш ти без мене
- Мала моја, моја мала — Бела хризантема (Д.Масецкий)
- У камену пјесма пише — Седамнаест година
- Мјесече ти стари друже — Данас си далеко
- Она ноћас неће доћи — Кажи ми како да те зовем
- Изабери облак — Не жути
- Једина моја — Не чекај ме
- Доста ми је твога загрљаја — Криве стазе криве жеље
- Побиједила си ти — Ал је лијепо бити твој
- Засвират ће једна мандолина — Послушај ме мала моја
- Старо вино — Све су то остаци љета

## Наиболее известные альбомы
- Ја желим само мало мира (Југотон 1973)
- Губим те (Југотон 1974)
- Црни кофер и гитара (Југотон 1977)
- Гркиња (PGP-RTS 1983)
- Јована (PGP-RTS 1984)
- Ти си као драги камен, Романела (PGP-RTS1985)

## Интересные факты
В период расцвета музыкальной карьеры существовало соперничество между фанатами Мики Евремовича и Джордже Марьяновича. Так, появились фан-клубы «Ђокисти» и «Микисти».